# 徐苟三
徐苟三，流传于湖北省中部江汉平原一带的人物。现在在湖北省天门市、仙桃市、潜江市等地区还口口相传着徐苟三的故事，并有竟陵（天门市旧称）籍作家周星成收集民间关于徐苟三的故事并整理出《徐苟三传奇》一书。